# Елшанка (Саракташский район)
Елшанка — село в Саракташском районе Оренбургской области в составе Новочеркасского сельсовета.

## География
Находится на расстоянии примерно 14 километров по прямой на юг-юго-запад от районного центра поселка Саракташ.

## История
Село образовалось в 1895 году. Первопоселенцы были с Полтавщины, потом подселялись выходцы из-под Воронежа. В 1920 году в Елшанке открылась начальная школа, в 1925 году — церковь. В этом же году с открытием храма Елшанка перешла в разряд села. В годы освоения целинных и залежных земель Елшанка была включена в состав вновь созданного совхоза «Белогорский» Буртинского (теперь Беляевского) района в качестве фермы № 5. С января 1963 года Елшанка включается в состав совхоза «Красногорский» на правах его отделения.

## Население
| 2010 |
| ---- |
| 130  |

Население составляло 175 человек в 2002 году (казахи 69 %), 130 по переписи 2010 года.